# 山葉Cygnus

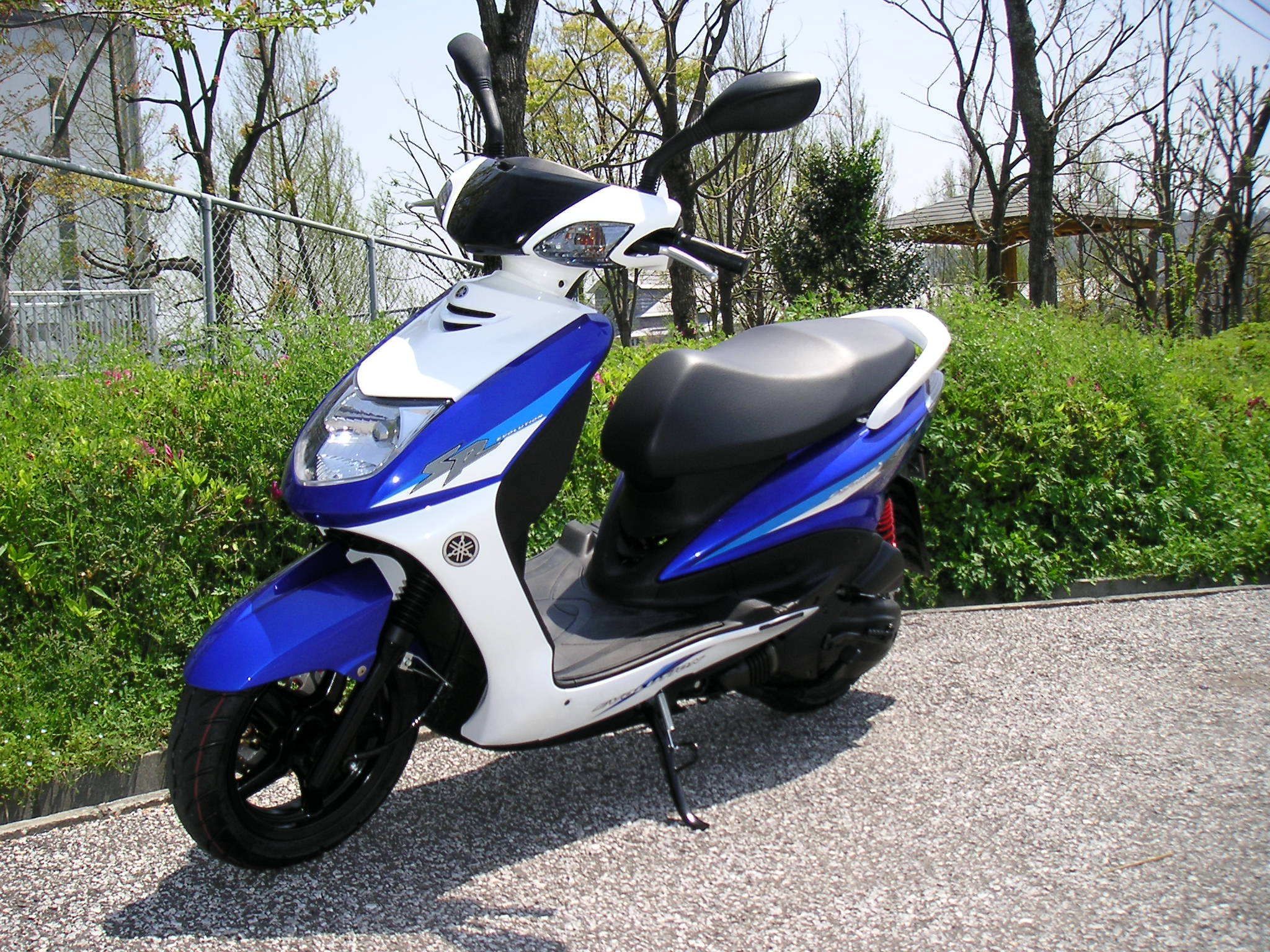
台灣山葉生產的CygnusX SR Evolution

山葉Cygnus（日语：ヤマハ・シグナス）是日本山葉發動機公司製造販售的一款輕型速克達，型號是「XC」。雖然以前所有的型號都是日本生產，但現在都是由台灣山葉機車生產。車名Cygnus是「天鵝座」的意思。

## 日本市場

### CYGNUS XC180

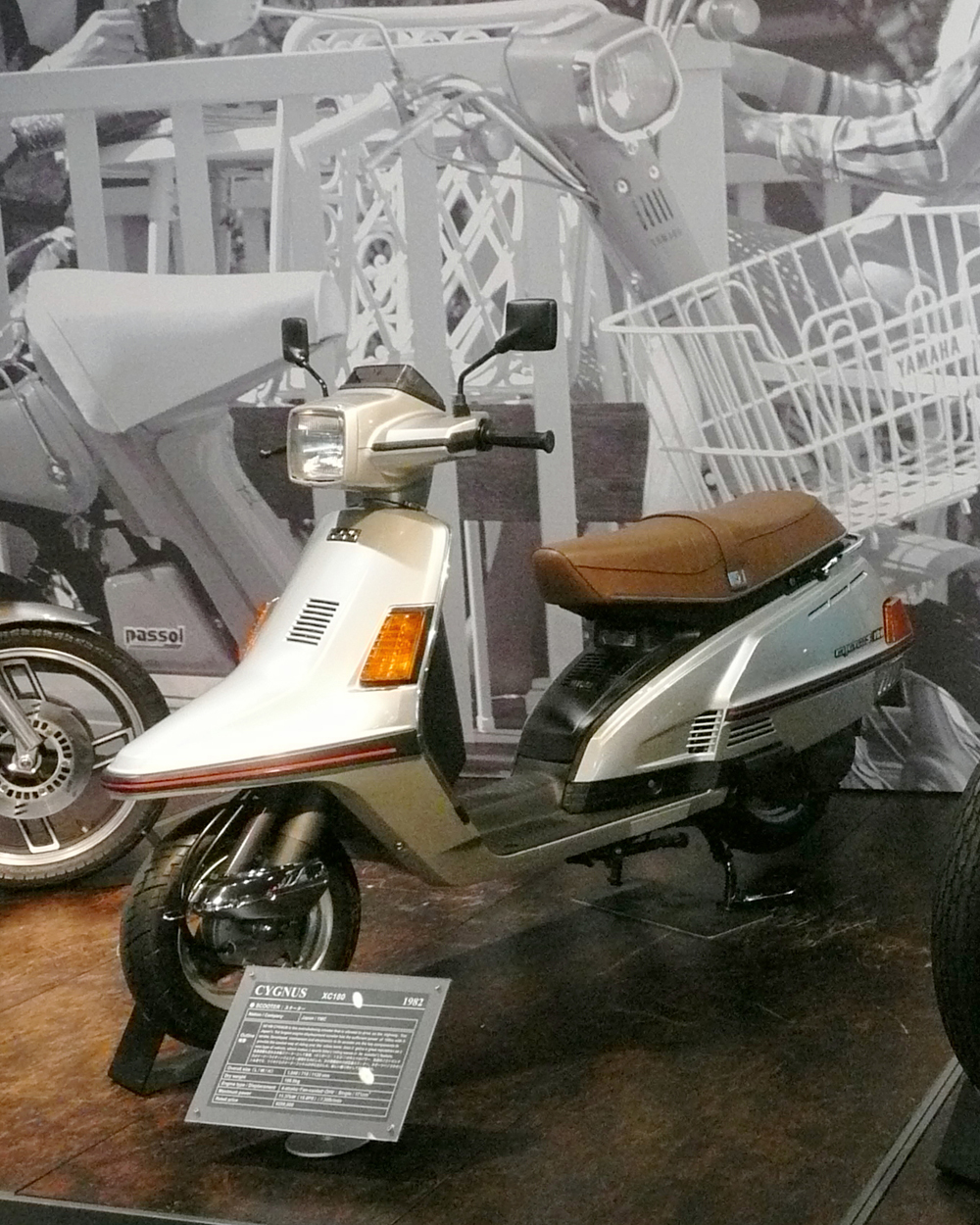
CYGNUS XC180

CYGNUS XC180是1982年開始銷售並販賣十餘年的輕型機車，是Cygnus車系始祖，排氣量171cc的引擎可以產生15p馬力，但是引擎散熱部份被車體覆蓋，導致容易過熱的缺點也在上市後逐漸顯露，銷售狀況並不如預期。

### Cygnus
Cygnus於1984年發售。正式型號為XC125，引擎使用124cc排氣量，以圓弧曲線為設計特徵的車體外觀。雖然並不是一台很人氣的車種，但卻是販賣相當久的商品，1988年的小改款後，持續在日本市場販售了10年以上。
但1995年進行整個大改款，正式型號改為XC125T（台灣稱為迅光），到目前為止Cygnus全系列都是由台灣當地法人公司台灣山葉機車工業所生產，在日本則以代理的方式販售。外觀設計上增加更多的圓弧線條，銷售也有顯著的上升，以往大幅降價求售的情況已經很稀少了。

### CYGNUS D・CYGNUS Si・CYGNUS SV
CYGNUS D（部份海外市場稱為CYGNUS R）在1996年發售。產品定位在先前發售的XC125T高階版，前輪配有碟盤煞車，大燈則被設計在前斜版處。
CYGNUS Si（台灣稱為風光）在1998年發售。事實上他就是XC125T的大改版，產品定位在Cygnus D的低價版本，雖然沒有配備前輪碟盤煞車，但車體重量下降為97公斤。直到2001年型號改變為CYGNUS SV後，使用CYGNUS D的前輪總成讓前輪碟煞成為配備之一。

### CYGNUS GT
CYGNUS GT於1991年發售。正式型號為XC150（台灣稱為迎光，引擎代號3UH），使用149cc排氣量引擎。散熱方式採用水冷汽缸頭融合空冷汽缸的特殊結構。雖然這台由台灣製造的車種在銷售上並不是很好，但在Majesty發售後依然可以看到CYGNUS GT在商品型錄上。
在大陸雅馬哈公司，Cygnus GT是大陸地區獨有賽鷹 125踏板車代號。賽鷹 125採用Blue Core引擎，大陸雅馬哈公司宣傳稱其為創核科技。

### CYGNUS-X
CYGNUS-X（台灣山葉稱為勁戰）台灣山葉於2002年9月發售至今。母廠山葉發動機也將此車款引進日本市場。

## 中國大陸市場

### CYGNUS-Z・CYGNUS-L
CYGNUS-Z以及CYGNUS-L是中國大陸所生產的Cygnus車型，Cygnus-Z稱為迅鷹、Cygnus-L稱為悅鷹。整個車體設計都跟臺灣生產車型有相當大的不同，L版為101cc排氣量，且為原勁風光的可動式版本。
在車體設計上沿用過去Cygnus T・D・S・SV的部份零件，目前YAMAHA在Cygnus車系是採取大陸及臺灣各自生產的制度。

## 台灣市場

### 迎光 CYGNUS GT
雖然台灣市場的CYGNUS系列在1991年就開始在市場上販售，但初期都是使用中文名稱稱呼，在車殼上的英文名稱也不使用CYGNUS而另外命名，由於中文名稱都是以-光為命名，例如迎光、迅光、風光、頂級迅光、勁風光，故有人稱呼為光字號，一直到2002年台灣山葉機車發表勁戰CYGNUS-X後，CYGNUS這個英文單字才正式出現在台灣市場。最早在台灣販售的CYGNUS車種為1991年的迎光150 FLY ONE（日本為CYGNUS GT，引擎代號4DH）。大約在1992年推出CYGNUS 125cc排氣量車種，型號為XC125開頭，如同日本一樣，台灣XC125系列也分為高階版迅光系列，以及低階版風光系列。

### 迅光 Fuzzy/Forward
迅光系列，官方英文為Fuzzy/Forward ，生產日期從1992年到1998年，外觀採用歐洲風格設計，優雅的線條在當時125cc市場中相當新穎流行，引擎採用符合第二期環保法規的四行程EV4引擎，配備在當時也是數一數二的豪華，如鋁合金貨架、無內胎高速胎、雙後避震器及大容量置物空間，在長達六年的時間也隨著市場變化推出許多小改款車型。
- 以下為迅光系列各版本
  - 迅光Fuzzy，1992年發售，型號為XC125，引擎代號4CW，是迅光初期版本，外觀使用配有前輪擋泥板的可動設計，前避震器為防俯衝多連桿避震，煞車為鼓煞設計，大燈為雙燈泡設計（30w燈泡），一般俗稱為老迅光或者可動版迅光，外銷版XC125T（引擎代號4KP）以此車型為基礎。
  - 迅光Fuzzy FX，為1993年與FR版本同時販售，型號為XC125S/S1/S2，引擎代號4JK，與上述可動版迅光的衍生產品，煞車為鼓煞設計，在外觀上採用無前輪擋泥板的斜版設計，大燈有雙燈泡（30w燈泡）及三燈泡版本（20w燈泡），後期還導入當時頗為豪華的第二LED煞車燈版本。販售初期使用三燈泡車型，有分貨架版本（XC125S）與第二煞車燈（XC125S1）版本可選擇，1994年7月進行小改款使用雙燈泡車型，一律採用第二煞車燈版本（XC125S2）。
  - 迅光Fuzzy FR，1993年發售，型號為XC125Z/Z1/ZE，引擎代號4HP，是迅光車系的小改款車型，外觀上全車系改為無前輪擋泥板的斜版設計，前避震器改為潛望式油壓避震器並配備碟盤式油壓煞車，大燈一律採用三燈泡設計（20w燈泡），販售初期有貨架版（XC125Z）及第二LED煞車燈版本（XC125Z1）兩種版本可供選擇，1996年4月進行小改款，大燈上方的遮陽板進行小幅度修改，之後一律採用第二煞車燈版本（XC125ZE）。
  - 迅光Forward FD，1995年發售，型號為XC125D/DE，引擎代號4TF，為迅光Fuzzy FR的衍生車型，車殼銘牌為Forward，側殼有分為立體銘牌與一般貼紙版本，大燈位置從龍頭下移到斜版，採用35W單燈泡，原本在斜版上的方向燈則上移到龍頭兩側位置，原大燈龍頭位置則改為定位燈並與方向燈共用一體式燈殼，一律採用第二LED煞車燈為標準配備，日本和歐洲的CYGNUS D（引擎代號4TG）及CYGNUS R（引擎代號4NB）以此車型為基礎，且頂級迅光125 Force的外型也以此車為基礎修改線條而成。
  - 迅光150 Grand，引擎代號4MK，於1996年發售，引擎本體沿用迎光150的149cc排氣量半水冷式EV4引擎，雖然使用迅光的名字，但車體結構、外型和引擎部份都跟迅光125cc排氣量版本有很大的差別，理論上應為迎光150的後繼機種。

### 風光 Forte
風光系列，官方英文為Forte，型號為XC125M開頭，1996年發售，產品定位為迅光的低價車型，故此車系都配備股煞前煞車（衍生車型為碟煞版），前避震則順應時代潮流採用潛望式油壓避震，後避震器為單隻側置型，外觀為斜版設計，大燈則在龍頭位置，無第二LED煞車燈，外觀線條相當流線，而銷售時間也相當的長，直至2008年仍然還有販售，目前則以勁風光作為車系的最新車型。
- 以下為風光系列各版本
  - 風光Forte，1996年發售，前輪為股煞配置，無第二LED煞車燈，斜板進氣口為垂直柵欄設計，車殼顏色為單一車色。外銷版風光稱為CYGNUS Si，引擎代號SE01J，約1998年開始販售於歐美地區。
  - NPA風光Forte，約1999年發售，引擎更換為NPA版本EV4引擎，修改潤滑油道跟活塞環陽極處理，外觀配色及裝飾也有小變動。
  - 風光Deluxe，約2000年發售，以NPA風光為基礎的小改款車型，有第二LED煞車燈配置，外型同NPA SV 125R鼓煞版，但龍頭並沒有黑色小風鏡配置，方向燈為透明燈殼無黑色外框。
  - 新風光，約在2002年發售，外型同風光Deluxe，但方向燈改回黃色燈殼，也取消了第二LED煞車燈。2005年版本有修正引擎潤滑油道問題。

- Forte SV 125R，官方中文為勁魅，風光高階版，型號為XC125R開頭，大約於1998年發售，使用跟風光Forte相同的車體、引擎，但卻配備有碟煞及第二煞車燈，前方向燈有黑色外框，龍頭也附加黑色小風鏡，外觀配色以及貼紙裝飾也採用比較運動化的設計，前斜板進氣口則為橫置飛翼設計。2000年小改款更換NPA版本的EV4引擎，配色為雙色（主色 + 黑色側導流殼），透明後方向燈殼，紅色避震器彈簧，也推出低價導向前輪股煞版本，但在市場定位上跟風光Forte太過接近而容易讓消費者搞混，最後則研發新車體SV-MAX作為勁魅系列的接班人。原本勁魅的車體則回饋給新風光使用，日本或歐洲的CYGNUS SV（引擎代號SE07J），約2001年開始販售，則以此車為基礎，後期針對早期NPA EV4引擎因潤滑油道設計問題，針對NPA EV4引擎再度改進。

- 勁風光，官方英文為Breeze，約在2004年發售，採用曲軸潤滑設計修正的NPA EV4引擎與凹頂活塞、低壓縮比耐用設定，分為鼓煞版及DX單一卡鉗 碟煞版，大燈在斜板位置，使用55/60W H4規格燈座，方向燈則在龍頭位置，在設計上有特別考慮女性使用者而降低座椅高度。2008年則增加大燈和方向燈都位在龍頭的勁風光版本，並在左右方向燈內增加定位燈設計，讓使用者可以在斜板安裝菜籃增加便利性。2009年勁風光全車系推出對應五期環保法規的噴射引擎版本。

- SVMax 125'，官方中文為車玩，是作為勁魅的後繼10吋車種，也是當時台灣山葉主打的125cc主力車種，引擎一樣採用NPA EV4 2v SOHC引擎，最大馬力有9.5ps，但是初期車玩在高速行駛時曲軸的機油潤滑潑濺效果會降低，加上機油濾清器位置設計不佳，一般店家不懂也不想拆下保養，使得引擎潤滑油路阻塞。Max sv在外型方面對當時台灣市場相當吸引人，曲軸箱與迅光車系相同，只需將汽缸安裝處加大便可借屍還魂，讓保險公司丟車賠車險賠到入不敷出，是當時台灣市場失竊熱門車種。當勁戰上市後便停產，改由GTR車系接手10吋輪胎車種市場，引擎也由NPA EV4改為馬力更大的5TY引擎，與勁戰系列互通有無。SV MAX電視廣告請來演員張震與後藤希美子拍攝兩支廣告，分別是咖啡篇與順路篇。

- SVMax 125'第二代，NPA EV4引擎改成離心式潤滑，用以改善引擎機油潤滑問題,曲軸也從日本山陽特殊鋼進口，並引入與山葉大型重機引擎相同電鍍汽缸技術，稱之為GP cylinder。YAMAHA在電鍍的材質上有異於光陽、三陽採用的鎳基(Ni-Sic)成分(硬度：三陽514Hv、光陽529Hv)。而是在GP的工廠賽車中曾使用的鎳磷基(Nip-Sic 硬度750Hv以上)，故在商品導入時採用GP cylinder之名稱以突顯其技術經過MOTO GP考驗的高科技感。其實，GP cylinder就是硬度(耐磨度)更高的電鍍汽缸。在後懸吊部分增加了後氮氣避震。

曾有機車雜誌訪問山葉技術人員，在山葉內部測試中，採用GP cylinder技術的汽缸溫度，平均降低30度C進而減少機油消耗，使真圓度提高使引擎永遠保持最佳狀態。曲軸軸承採用日本進口NTN STJ2(超高淨度鋼)軸承耐用性提昇2倍、曲軸採用山陽曲軸(HRC62)含碳量4.2特殊鋼材。

### 頂級迅光 Force
頂級迅光系列，官方英文為Force，約在1998年發售，產品定位為迅光的後繼機種，是台灣YAMAHA第一個搭載NPA EV4引擎的機種。在外型方面則以新迅光FD Forward 為基礎加入了更多現代感線條，圓弧部份也增加了許多，但車體尺寸卻比迅光Fuzzy還大很多。大燈採用H4燈座 55/60W燈泡，方向燈則位在斜板下方，輪框採用前12吋後10吋的配置讓轉彎更加的靈活，並且配有前潛望式油壓避震及單一活塞卡鉗 碟盤煞車。Met-in置物箱容量也更大了。值得討論的是，由於前代迅光Fuzzy系列在後雙避震器的設計不良而造成的諸多問題，導致台灣販售的頂級迅光取消了後雙避震器配置，改為單隻側置式，但在外銷版仍然使用後雙避震器設計（主要為歐洲國家）。
頂迅車系約有三次小改款，型號分別為XC125B、XC125G及XC125N。

### 勁戰 CYGNUS-X
勁戰系列，英文為CYGNUS-X，是台灣山葉自2002年開始生產的速克達車型，配備125cc單缸引擎，作為頂級迅光的後繼車型。

## CYGNUS雜談
- 雖然日本市場上CYGNUS-X有150cc的車種，但這些都是由車行自行進口並將引擎改裝的產品，並不在Yamaha官方保固範圍。在台灣將排氣量從100cc改為125cc、125cc改為150cc讓動力升級的人相當多，因為在市場上有許多廠商販賣排氣量升級套件，所以在改裝上相當容易。
- 台灣曾經販售Valentino Rossi配色的限定版CYGNUS-X。
- 由於引擎內部一些零件的不同（例如活塞），以及為了符合噪音法規的傳動設定，讓台灣規格的CYGNUS-X速度比日本規格還要快。
- 日本規格和台灣規格在外觀上的不同處
  - 方向燈燈殼（日本：黃色，台灣：透明）
  - 碼表刻度（日本：110km/h，台灣：140km/h）
  - 大燈開關（日本：沒有，因為全時點燈，台灣：有(台灣六期法規後也改為全時點燈 改為無大燈開關)）
  - 座墊的車廠名稱刻字（日本：YAMAHA，台灣：YMT(後期推出的CygnusX也改為YAMAHA刻字)）
  - 大燈燈殼（日本：透明，台灣：淡藍色）

## 影視娛樂
- 郭靜-我不想忘記你MV，MV中第二男主角騎乘勁戰載郭靜到登山口，尋找第一男主角的蹤跡。

## 內部連結
- 山葉迎光150

## 外部連結
- 台灣YAMAHA，CYGNUS-X （正體中文） （页面存档备份，存于）
- 日本YAMAHA發動機，CYGNUS-X SR（日文） （页面存档备份，存于）
- YAMAHA中國，全車系一覽表（簡體中文） （页面存档备份，存于）
- 台灣YAMAHA公司沿革（正體中文） （页面存档备份，存于）
- Mobile01討論串-有人擁有YAMAHA 迎光 這一部車嗎？（正體中文）
- Mobile01討論串-老迅光（可動式）的零件可 和 迅光1996/3出廠 碟煞XC125 通用嗎？（發動 傳動部份）引擎號碼等...（正體中文） （页面存档备份，存于）